# Phalaenopsis mysorensis
Phalaenopsis mysorensis là một loài thực vật có hoa trong họ Lan. Loài này được C.J.Saldanha miêu tả khoa học đầu tiên năm 1974.